# 南和広域医療企業団吉野病院
南和広域医療企業団吉野病院（なんわこういきいりょうきぎょうだんよしのびょういん）は、一部事務組合である南和広域医療企業団が奈良県吉野郡吉野町に設置する病院。
前身は、吉野町国民健康保険吉野病院。
南和地域の公立病院の再編に伴い、2016年（平成28年）4月1日から「南和広域医療企業団吉野病院」として再編された。

## 診療科
- 内科
- 整形外科

## 交通アクセス
- 近鉄吉野線吉野神宮駅から徒歩約1分